# 로열메일

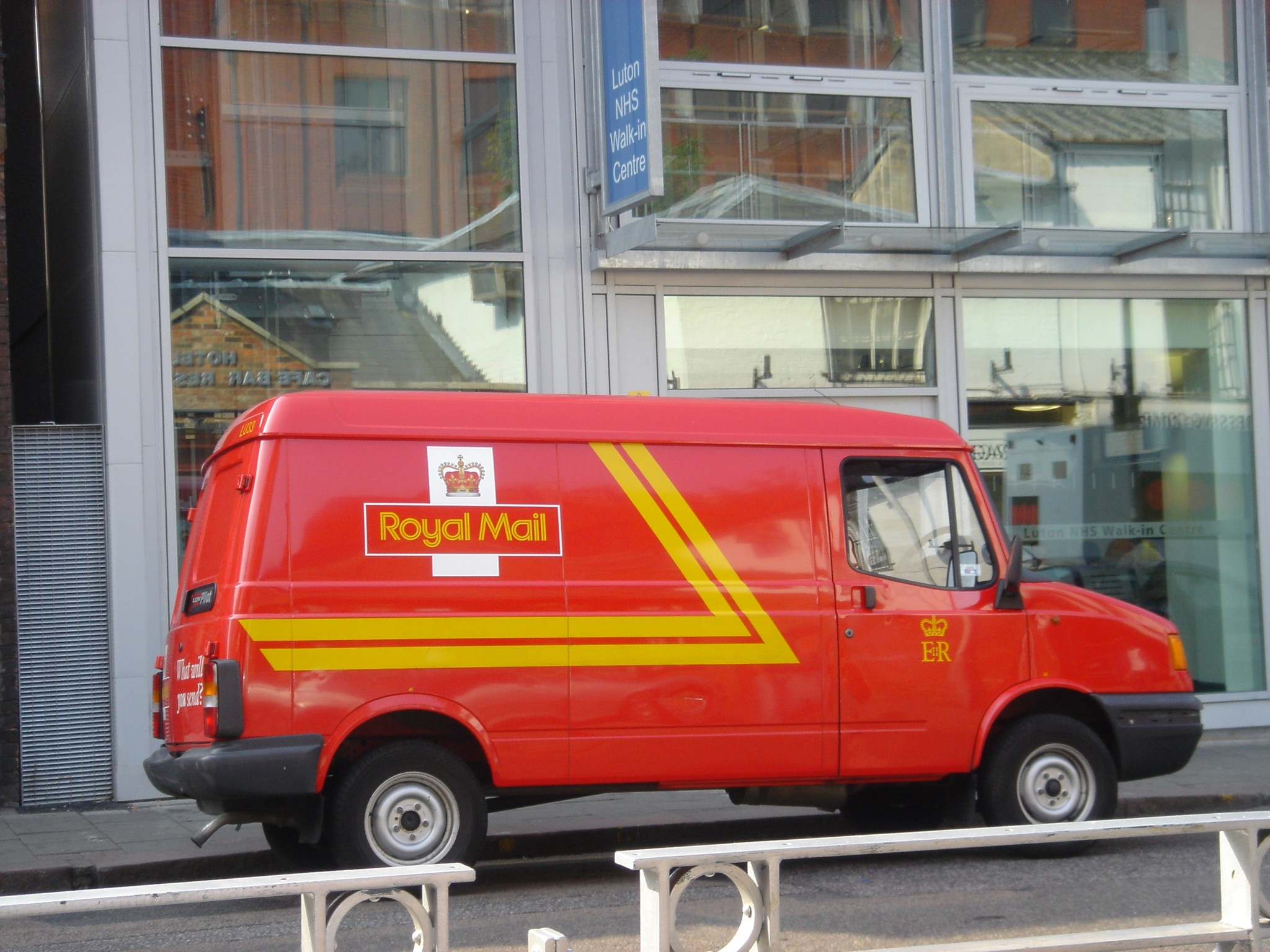

로열메일(Royal Mail)은 1516년에 설립된 영국의 우편 및 택배 회사다. 이 회사의 자회사인 로열메일그룹 리미티드는 로열메일(편지)과 파셀포스 월드와이드(소포)라는 브랜드를 운영하고 있다. 국제 물류 회사인 제너럴 물류 시스템은 로열메일그룹의 완전 소유 자회사다. 국제물류회사인 제너럴 물류 시스템은 로열메일그룹의 완전 소유 자회사다.
그 회사는 영국 전역에 우편물 수집과 배달 서비스를 제공한다. 편지는 기둥이나 벽 상자에 넣어 두거나 우체국으로 가져가거나 사업체에서 대량으로 수거한다. 배달은 일요일과 은행 휴일을 제외하고 모든 영국 여행지에 대해 균일한 요금으로 매일 적어도 한 번 이루어진다. 로열메일은 일반적으로 전국적인 다음 영업일에 일등석을 타는 것을 목표로 한다.
로열메일은 대부분의 역사에서 정부 부서나 공기업으로 운영되는 공공 서비스였다.

## 같이 보기
- 홍콩우정
- 캐나다 포스트
- 오스트레일리아 우정공사